# Regering-Simonet I
De regering-Simonet I (14 juli 1999 - 18 oktober 2000) was een Brusselse Hoofdstedelijke Regering, onder leiding van Jacques Simonet (PRL). Het was een vijfdelige coalitie: de liberalen (PRL-FDF-MCC (27 zetels) en VLD (2 zetels)), de socialisten (PS (13 zetels) en SP (2 zetels)) en de Vlaamse christendemocraten CVP (3 zetels). 
De regering volgde de regering-Picqué II op na de gewestverkiezingen van 13 juni 1999 en werd opgevolgd door de regering-de Donnea.

## Samenstelling

### Brusselse Hoofdstedelijke Regering
| Naam | Naam                        | Partij | Partij | Functie en bevoegdheden |
| ---- | --------------------------- | ------ | ------ | --- |
|      | Jacques Simonet (1963-2007) |        | PRL    | Minister-president en Minister Lokale Bevoegdheden, Ruimtelijke Ordening, Monumenten en Sites, Stadsvernieuwing en Wetenschappelijk Onderzoek |
|      | Jos Chabert (1933-2014)     |        | CVP    | Minister Openbare Werken, Transport, Brandbestrijding en Noodhulp                                                                             |
|      | Éric Tomas (1948)           |        | PS     | Minister Werkgelegenheid, Economie, Energie en Huisvesting                                                                                    |
|      | Annemie Neyts (1944)        |        | VLD    | Minister Financiën, Begroting, Ambtenarenzaken en Buitenlandse Betrekkingen                                                                   |
|      | Didier Gosuin (1952)        |        | FDF    | Minister Milieu, Waterbeleid, Natuurbehoud, Renovatie en Openbare Netheid                                                                     |
|      | Eric André (1955-2005)      |        | PRL    | Staatssecretaris Ruimtelijke Ordening, Stadsvernieuwing, Monumenten en Sites en Betaald Personenverkeer                                       |
|      | Robert Delathouwer (1953)   |        | SP     | Staatssecretaris Mobiliteit, Ambtenarenzaken, Brandbestrijding en Noodhulp                                                                    |
|      | Alain Hutchinson (1949)     |        | PS     | Staatssecretaris Huisvesting |

### Gemeenschapscommissies

#### Gemeenschappelijke Gemeenschapscommissie (GGC)
| Naam | Naam                        | Partij | Partij | Functie en bevoegdheden                                                  |
| ---- | --------------------------- | ------ | ------ | ------------------------------------------------------------------------ |
|      | Jacques Simonet (1963-2007) |        | PRL    | Voorzitter                                                               |
|      | Jos Chabert (1933-2014)     |        | CVP    | Minister Gezondheidsbeleid, Financiën, Begroting en Externe Betrekkingen |
|      | Didier Gosuin (1952)        |        | FDF    | Minister Gezondheidsbeleid, Financiën, Begroting en Externe Betrekkingen |
|      | Éric Tomas (1948)           |        | PS     | Minister Beleid inzake Bijstand aan Personen en Ambtenarenzaken          |
|      | Annemie Neyts (1944)        |        | VLD    | Minister Beleid inzake Bijstand aan Personen en Ambtenarenzaken          |

#### Vlaamse Gemeenschapscommissie (VGC)
| Naam | Naam                      | Partij | Partij | Functie en bevoegdheden                                   |
| ---- | ------------------------- | ------ | ------ | --------------------------------------------------------- |
|      | Robert Delathouwer (1953) |        | SP     | Voorzitter Cultuur, Sport, Mediabeleid en Ambtenarenzaken |
|      | Jos Chabert (1933-2014)   |        | CVP    | Minister Welzijn en Gezondheid                            |
|      | Annemie Neyts (1944)      |        | VLD    | Minister Onderwijs, Beroepsopleiding en Begroting         |

#### Franse Gemeenschapscommissie (FGC)
| Naam | Naam                        | Partij | Partij | Functie en bevoegdheden |
| ---- | --------------------------- | ------ | ------ | --- |
|      | Éric Tomas (1948)           |        | PS     | Voorzitter Onderwijs, Beroepsomscholing, Transport naar School, Samenwerking met de Lokale Besturen, Relaties met de Franse Gemeenschap en het Waals Gewest en Internationale Relaties |
|      | Jacques Simonet (1963-2007) |        | PRL    | Minister Ambtenarenzaken |
|      | Didier Gosuin (1952)        |        | FDF    | Minister Cultuur, Toerisme, Sport, Jeugd en Gezondheid |
|      | Eric André (1955-2005)      |        | PRL    | Minister Beroepsopleiding en Permanente Vorming van de Middenklasse en Bijstand aan Personen met een Handicap                                                                          |
|      | Alain Hutchinson (1949)     |        | PS     | Minister Begroting, Sociale Actie en Gezin |

Picqué I · 
Picqué II · 
Simonet I · 
de Donnea · 
Ducarme · 
Simonet II · 
Picqué III · 
Picqué IV · 
Vervoort I ·
Vervoort II ·
Vervoort III